# Comuna de Bargłów Kościelny
Bargłów Kościelny (polaco: Gmina Bargłów Kościelny) é uma gminy (comuna) na Polónia, na voivodia de Podláquia e no condado de Augustów. A sede do condado é a cidade de Bargłów Kościelny.
De acordo com os censos de 2004, a comuna tem 5772 habitantes, com uma densidade 30,8 hab/km².

## Área
Estende-se por uma área de 187,57 km², incluindo:
- área agricola: 73%
- área florestal: 14%

## Demografia
Dados de 30 de Junho 2004:
|                      | Total   | Total | Mulheres | Mulheres | Homens  | Homens |
| -------------------- | ------- | ----- | -------- | -------- | ------- | ------ |
|                      | pessoas | %     | pessoas  | %        | pessoas | %      |
| População            | 5772    | 100   | 2862     | 49,6     | 2910    | 50,4   |
| Densidade (pop./km²) | 30,8    | 100   | 15,3     | 15,3     | 15,5    | 15,5   |

De acordo com dados de 2002, o rendimento médio per capita ascendia a 1268,83 zł.

## Subdivisões
- Bargłów Dworny, Bargłów Kościelny, Bargłówka, Barszcze, Brzozówka, Bułkowizna, Dręstwo, Górskie, Judziki, Komorniki, Kroszewo, Kroszówka, Kukowo, Łabętnik, Nowa Kamionka, Nowiny Bargłowskie, Pieńki, Pomiany, Popowo, Pruska, Reszki, Rumiejki, Solistówka, Stara Kamionka, Stare Tajno, Tajenko, Tajno Łanowe, Tajno Podjeziorne, Wólka Karwowska, Źrobki.

## Comunas vizinhas
- Augustów, Goniądz, Kalinowo, Rajgród, Sztabin,